# Панданоцвіті
Панданоцвіті (Pandanales) — порядок однодольних рослин. Члени порядку поширені в субтропіках і включають дерева, кущі та ліани, а також трав'янисті рослини.

## Класифікація
Згідно з дослідженнями молекулярної філогенетики APG III (2008) становить одну кладу однодольних рослин, близьку до Dioscoreales. Раніше до порядку входили різноманітні родини, згруповані за зовнішніми ознаками, проте новітня класифікація групує родини незалежно від їхньої зовнішньої різноманітності. В порядок входять 5 родин, 36 родів та 1300 видів. Серед них зустрічаються такі різноманітні форми як пальми, дерева, кущі, ліани і навіть трави.

### Кладограма
|  | Stemonaceae                                                   |
|  |                                                               |
|  | \| \| Pandanaceae \| \| \| \| \| \| Cyclanthaceae \| \| \| \| |
|  |                                                               |
|  | Pandanaceae                                                   |
|  |                                                               |
|  | Cyclanthaceae                                                 |
|  |                                                               |

|  | Pandanaceae   |
|  |               |
|  | Cyclanthaceae |
|  |               |

|  | Stemonaceae                                                   |
|  |                                                               |
|  | \| \| Pandanaceae \| \| \| \| \| \| Cyclanthaceae \| \| \| \| |
|  |                                                               |
|  | Pandanaceae                                                   |
|  |                                                               |
|  | Cyclanthaceae                                                 |
|  |                                                               |

|  | Pandanaceae   |
|  |               |
|  | Cyclanthaceae |
|  |               |

|  | Stemonaceae                                                   |
|  |                                                               |
|  | \| \| Pandanaceae \| \| \| \| \| \| Cyclanthaceae \| \| \| \| |
|  |                                                               |
|  | Pandanaceae                                                   |
|  |                                                               |
|  | Cyclanthaceae                                                 |
|  |                                                               |

|  | Pandanaceae   |
|  |               |
|  | Cyclanthaceae |
|  |               |

|  | Stemonaceae                                                   |
|  |                                                               |
|  | \| \| Pandanaceae \| \| \| \| \| \| Cyclanthaceae \| \| \| \| |
|  |                                                               |
|  | Pandanaceae                                                   |
|  |                                                               |
|  | Cyclanthaceae                                                 |
|  |                                                               |

|  | Pandanaceae   |
|  |               |
|  | Cyclanthaceae |
|  |               |

## Практичне використання
Рослини з родини Pandanaceae використовуються для плетіння матів та кошиків. З токільї (Carludovica palmata) роблять капелюх панаму. Пандан Pandanus amaryllifolius — сільськогосподарська рослина, листя якої вживають як приправу для надання смаку їжі.